# Le Tonnerre en été
Le Tonnerre en été (titre original : Summer Thunder) est une nouvelle de Stephen King parue tout d'abord en 2013 dans l'anthologie Turn Down The Lights, éditée par Richard Chizmar, puis dans le recueil Le Bazar des mauvais rêves en 2015.

## Résumé
Peter Robinson et Howard Timlin sont deux des rares rescapés d'une catastrophe nucléaire à l'échelle mondiale mais il ne leur reste plus beaucoup de temps à vivre.

## Genèse
La nouvelle est parue tout d'abord le 31 décembre 2013 dans l'anthologie Turn Down The Lights, éditée par Richard Chizmar, et a été incluse par la suite dans le recueil Le Bazar des mauvais rêves en 2015.